# ヘンリク・ヴィエニャフスキ国際ヴァイオリン製作コンクール
ヘンリク・ヴィエニャフスキ国際ヴァイオリン製作コンクール（ヘンリク・ヴィエニャフスキこくさいヴァイオリンせいさくコンクール、ポーランド語: Międzynarodowy Konkurs Lutniczy im. Henryka Wieniawskiego、英語: International 
Henryk Wieniawski Violin Making Competition）は、ポーランドで開催されるプロのヴァイオリン製作者のためのコンクール。参加にあたって年齢・国籍は問われない。
2025年（第15回）開催時点の第1位の賞金は、18,000ユーロ。

## 開催年と入賞者
過去の優勝者などについては、公式ウェブサイトに掲載されている。

### 第1回（1957年）
《第1回（1957年）の出典：》
- 第1位　なし
- 第2位　Josef Vavra （チェコスロバキア）、René Quenoil （フランス）
- 第3位　Josef Pötzl （チェコスロバキア）、Harry Müller （東ドイツ）
- 第4位　Albert Lang （チェコスロバキア）、Eugeniusz Gosiewski （ポーランド）、Franz J. Klier （西ドイツ）

審査委員長
- Zdzisław Jahnke

審査委員
- ヴァイオリニスト
  - ガリーナ・バリノワ（イタリア語版） （ソ連）
  - イリーナ・ドゥビンスカ（英語版） （ポーランド）
  - Istvan Lakatos （ルーマニア）
  - エウゲニア・ウミンスカ （ポーランド）
  - タデウシュ・ヴロンスキ （ポーランド）
- ヴィオラ奏者
  - Louis Poulet （ベルギー）
- ヴァイオリン製作者
  - Jean Bauer （フランス）
  - Leandro Bisiach （イタリア）
  - Ferdinand W. Jaura （西ドイツ）
  - Piotr Kubas （ポーランド）
  - Herman Meinel （東ドイツ）
  - Feliks Pruszak （ポーランド）

### 第2回（1962年）
《第2回（1962年）の出典：》
- 第1位　Vladimir Pilař （チェコスロバキア）、プレミジル・シュピードレン（チェコ語版） （チェコスロバキア）
- 第3位　プレミジル・シュピードレン （チェコスロバキア）、レナート・スクロラベッツァ（英語版） （イタリア）、セスト・ロッキ（英語版） （イタリア）

審査委員長
- Tadeusz Wroński

審査委員
- ヴァイオリニスト他
  - イリーナ・ドゥビンスカ （ポーランド）
  - エウゲニア・ウミンスカ （ポーランド）
  - Boris Dobrochotow (チェリスト、ソ連）
  - Louis Poulet (ヴィオリスト、ベルギー）
- ヴァイオリン製作者
  - Jean Bauer （フランス）
  - Leandro Bisiach （イタリア）
  - Ferdinand W. Jaura （西ドイツ）
  - Herman Meinel （東ドイツ）
  - Marian Niewczyk （ポーランド）
  - Karel Pilař （チェコスロバキア）
  - Józef Świrek （ポーランド）

### 第3回（1967年）
《第3回（1967年）の出典：》
- 第1位　なし
- 第2位　プレミジル・シュピードレン （チェコスロバキア）、アントニオ・カペラ（ポーランド語版） （ポルトガル）、レナート・スクロラベッツァ （イタリア）
- 第3位　Piotr Kubas （ポーランド）
- 第4位　アントニオ・カペラ （ポルトガル）

審査委員長
- Tadeusz Wroński

審査委員
- イリーナ・ドゥビンスカ （ヴァイオリニスト、ポーランド）
- エウゲニア・ウミンスカ （ヴァイオリニスト、ポーランド）
- Boris Dobrochotow （チェリスト、ソ連）
- ヴァイオリン製作者
  - Leandro Bisiach （イタリア）
  - Wilhelm Gärtner （スウェーデン）
  - Eugeniusz Gosiewski （ポーランド）
  - Vladimir Pilař （チェコスロバキア）
  - René Quenoil （フランス）
  - Helmut Seidl （東ドイツ）
  - Józef Świrek （ポーランド）
  - Walter Voigt （西ドイツ）

### 第4回（1972年）
《第4回（1972年）の出典：》
- 第1位　Domingos F. Capela （ポルトガル）
- 第2位　Domingos F. Capela （ポルトガル）
- 第3位　アントニオ・カペラ （ポルトガル）
- 第4位　アントニオ・カペラ （ポルトガル）、Kurt Gütter （東ドイツ）
- 第5位　Anatolij Koczergin （ソ連）、Mieczysław Bielański （ポーランド）

審査委員長
- Włodzimierz Kamiński

審査委員
- ヴァイオリニスト
  - イリーナ・ドゥビンスカ （ポーランド）
  - ヤドウィガ・カリシェフスカ（ポーランド語版） （ポーランド）
  - ゼノン・プウォシャイ（ポーランド語版） （ポーランド）
- ヴァイオリン製作者
  - Jean Bauer （フランス）
  - Władimir Bystrożynski （ソ連）
  - Vila Kuzel （チェコスロバキア）
  - レナート・スクロラベッツァ （イタリア）
  - Eckart Richter （東ドイツ）
  - Józef Świrek （ポーランド）
  - Walter Voigt （西ドイツ）

### 第5回（1977年）
《第5回（1977年）の出典：》
- 第1位　Józef Bartoszek （ポーランド）
- 第2位　Kurt Gütter （東ドイツ）
- 第3位　Tomaš Pilař （チェコスロバキア）
- 第4位　Tomaš Pilař （チェコスロバキア）、Józef Bartoszek （ポーランド）
- 第5位　Kurt Gütter （東ドイツ）、Franciszek Marduła （ポーランド）

審査委員長
- Włodzimierz Kamiński

審査委員
- レナート・スクロラベッツァ （イタリア）
- Louis Poulet （ベルギー）
- Boris Dobrochotow （ソ連）
- Max Millant （フランス）
- ヤドウィガ・カリシェフスカ （ポーランド）
- Włodzimierz Kamiński （ポーランド）
- Jerzy Wielbut （ポーランド）
- ゼノン・プウォシャイ （ポーランド）
- Eckart Richter （東ドイツ）
- プレミジル・シュピードレン （チェコスロバキア）
- Karl Roy （西ドイツ）
- Józef Świrek （ポーランド）

### 第6回（1981年）
《第6回（1981年）の出典：》
- 第1位　Ivano Coratti （イタリア）
- 第2位　Nadia Mantovani （イタリア）
- 第3位　Jaromir Joo （チェコスロバキア）
- 第4位　Anatolij Koczergin （ソ連）、Jochen Voigt （東ドイツ）
- 第5位　Tetsuo Matsuda （松田鉄雄、日本）、Paul Wiessmeyer （カナダ）

審査委員長
- Włodzimierz Kamiński

審査委員
- ヤドウィガ・カリシェフスカ （ポーランド）
- ゼノン・プウォシャイ （ポーランド）
- Aleksander Muradow （ソ連）
- ヴァイオリン製作者
  - Józef Bartoszek （ポーランド）
  - Mieczysław Bielański （ポーランド）
  - アントニオ・カペラ （ポルトガル）
  - Gio Batta Morassi ジオ・バッタ・モラッシ （イタリア）
  - René Quenoil （フランス）
  - Vladimir Pilař （チェコスロバキア）
  - Eckart Richter （東ドイツ）
  - Karl Roy （西ドイツ）

### 第7回（1986年）
《第7回（1986年）の出典：》
- 第1位　Jan Bobak （ポーランド）
- 第2位　Lorenzo Marchi （イタリア）
- 第3位　Jerzy Piórko （ポーランド）
- 第4位　Junji Matsuoka （松岡順治、日本）、Shinya Mochizuki （望月慎也、日本）

審査委員長
- Włodzimierz Kamiński

審査委員
- ヴァイオリニスト
  - ヤドウィガ・カリシェフスカ （ポーランド）
  - ゼノン・プウォシャイ （ポーランド）
  - Władimir Grigoriew （ソ連）
- ヴァイオリン製作者
  - Józef Bartoszek （ポーランド）
  - アントニオ・カペラ （ポルトガル）
  - Apostol Kaloferow （ブルガリア）
  - Anatolij Koczergin （ソ連）
  - Gio Batta Morassi ジオ・バッタ・モラッシ （イタリア）
  - Soroku Murata （無量塔蔵六、日本）
  - Jan Pawlikowski （ポーランド）
  - Eckart Richter （東ドイツ）
  - Karl Roy （西ドイツ）
  - プレミジル・シュピードレン （チェコスロバキア）

### 第8回（1991年）
《第8回（1991年）の出典：》
- 第1位　Jerzy Piórko （ポーランド）
- 第2位　Tadeusz Słodyczka （ポーランド）
- 第3位　Stanisław Król （ポーランド）
- 第4位　Antoni Krupa （ポーランド）、Udo Kretzschmann （ドイツ）

審査委員長
- Włodzimierz Kamiński

審査委員
- ヴァイオリニスト
  - ヤドウィガ・カリシェフスカ （ポーランド）
  - ゼノン・プウォシャイ （ポーランド）
  - Grigorij Fiejgin （ソ連）
- ヴァイオリン製作者
  - Józef Bartoszek （ポーランド）
  - Wolfgang Bűnnagel （ドイツ）
  - アントニオ・カペラ （ポルトガル）
  - Anatolij Koczergin （ソ連）
  - Gio Batta Morassi ジオ・バッタ・モラッシ （イタリア）
  - Soroku Murata （無量塔蔵六、日本）
  - Jan Pawlikowski （ポーランド）
  - Eckart Richter （ドイツ、元・東ドイツ出身）
  - Michał Więckowski （ポーランド）

### 第9回（1996年）
《第9回（1996年）の出典：》
- 第1位　Krzysztof Mróz （ポーランド）、Simeone Morassi シメオネ・モラッシ （イタリア）
- 第2位　Simeone Morassi シメオネ・モラッシ （イタリア）
- 第3位　Krzysztof Mróz （ポーランド）、Giovanni Battista Morassi ジョバンニ・バティスタ・モラッシ （イタリア）
- 第4位　GAO Tong Tong （高彤彤、中国）、Mieczysław Nowobilski （ポーランド）

審査委員長
- Józef Bartoszek

審査委員
- ヴァイオリニスト
  - ヤドウィガ・カリシェフスカ （ポーランド）
  - ゼノン・プウォシャイ （ポーランド）
  - マンフレッド・シェルツァー（ドイツ語版） （ドイツ）
  - Zofia Szichmurzajewa （ロシア）
- ヴァイオリン製作者
  - Antoni Krupa （ポーランド）
  - Jan Pawlikowski （ポーランド）
  - Soroku Murata （無量塔蔵六、日本）
  - Helmut Müller （ドイツ）
  - Tomaš Pilař （チェコ共和国）
  - Jurij Poczekin （ロシア）
  - Luca Sbernini （イタリア）
  - Pierre Taconné （フランス）

### 第10回（2001年）
《第10回（2001年）の出典：》
- 第1位　Igor Ulitsky （モルドバ）
- 第2位　Norbert Kijanka （ポーランド）
- 第3位　Robert Loska （ポーランド）
- 最高漆芸賞　Alexandr Švýcarský アレキサンダー・シュヴィツァールスキ （チェコ共和国）

審査委員長
- Andrzej Łapa

審査委員
- ヴァイオリニスト
  - ミヒャエル・フリッシェンシュラーガー （オーストリア）
  - ミハイル・グラバルチック（ポーランド語版）
  - マリーネ・ヤシュヴィリ（ポーランド語版）
  - ヤドウィガ・カリシェフスカ
- ヴァイオリン製作者
  - Andrzej Janik
  - Jaromir Joo （チェコ共和国）
  - Josef Kantuscher
  - Wojciech Łukasz
  - Soroku Murata （無量塔蔵六、日本）
  - Jurij Poczekin
  - Roberto Regazzi ロベルト・レガッツィ （イタリア）
  - Patrick Robin （フランス）

### 第11回（2006年）
《第11回（2006年）の出典：》
- 第1位　Hiroshi Kikuta （菊田浩、日本）
- 第2位　Sandro Asinari サンドロ・アジナリ （イタリア）
- 第3位　Alessandro Scandroglio アレッサンドロ・スカンドローリオ （イタリア）
- 最高工芸金賞　Alexandr Švýcarský アレキサンダー・シュヴィツァールスキ （チェコ共和国）

審査委員長
- Gio Batta Morassi ジオ・バッタ・モラッシ （イタリア）

審査委員
- ヴァイオリニスト
  - ミヒャエル・フリッシェンシュラーガー （オーストリア）
  - Marina Yashvili
  - ヤドウィガ・カリシェフスカ
- ヴァイオリン製作者
  - John Dilworth （イギリス）
  - Roger Hargrave （イギリス）
  - Anatoly Kochergin
  - Andrzej Łapa
  - Tetsuo Matsuda （松田鉄雄、日本）
  - Tomas Pilar （チェコ共和国）
  - Tadeusz Słodyczka

### 第12回 (2011年)
《第12回（2011年）の出典：》
- 第1位　Min-Sung Kim （韓国）
- 第2位　Marcus Klimke （ドイツ）
- 第3位　Ulrike Dederer （スイス/ドイツ）
- 第4位　Min-Sung Kim （韓国）
- 第5位　Robert Loska （ポーランド）
- 第6位　Marcin Krupa （ポーランド）
- 第7位　Wen-Lin Du （杜文林、中国）
- 第8位　Fabien Peyruc （フランス）
- 第9位　Marcin Krupa マーチン・クルッパ （ポーランド）
- 第10位　Debora Scianamé デボラ・シャナメ （イタリア）
- 最高工芸金賞　Marcus Klimke  （ドイツ）
- 最高音響アコースティック賞　Wen-Lin Du （杜文林、中国）
- 最優秀ポーランドのヴァイオリン製作者　Robert Loska （ポーランド）
- 最高漆芸賞　Marcus Klimke  （ドイツ）
- 最優秀非ポーランドのヴァイオリン製作者　Wen-Lin Du （杜文林、中国）

審査委員長
- Roger Hargrave （イギリス）

審査委員
- ヴァイオリニスト
  - ハーバート・グリーンバーグ（英語版） （米国）
  - ロマン・ラソツキ （ポーランド）
  - Dima Tkachenko （ウクライナ）
- ヴァイオリン製作者
  - Roland Baumgartner （スイス）
  - Joseph Grubaugh （米国）
  - Norbert Kijanka （ポーランド）
  - Wojciech Łukasz （ポーランド）
  - Primo Pistoni プリモ・ピストーニ （イタリア）
  - Patrick Robin （フランス）
  - Jan Spidlen （チェコ共和国）

### 第13回 (2016年)
《第13回（2016年）の出典：》
- 第1位　Ji Hwan Park （violin "Orso"、韓国）
- 第2位　Ji Hwan Park （violin "Masha"、韓国）、Krzysztof Krupa （ポーランド）
- 第3位　Philippe Mahu （フランス）

審査委員長
- レイモンド・シュライヤー（ポーランド語版） （カナダ）

審査委員
- ヴァイオリニスト
  - マリウシュ・デレヴェツキ（ポーランド語版） （ポーランド）
  - エスター・ペレニー（英語版） （ハンガリー）
  - ディーマ・トカチェンコ （Dima Tkachenko、ウクライナ）
- ヴァイオリン製作者
  - ウルリケ・デデラー（ポーランド語版） （スイス/ドイツ）
  - アンドレア・フランドセン（ポーランド語版） （デンマーク/フランス）
  - ダンテ・フルヴィオ・ラッツァーリ（ポーランド語版） （イタリア）
  - ヴォイチェフ・ルカシュ（ポーランド語版） （ポーランド）
  - タデウシュ・スウォディチカ（ポーランド語版） （ポーランド）
  - ヤン・バプティスタ・シュピードレン（チェコ語版） （チェコ共和国）

### 第14回 (2021年)
《第14回（2021年）の出典：》
- 第1位　Piotr Pielaszek （violin "Dali"、ポーランド）
- 第2位　Piotr Pielaszek （violin "Selva"、ポーランド）
- 第3位　Jan Jakub Lipiński （ポーランド）